# Hillia maida
Hillia maida là một loài bướm đêm trong họ Noctuidae.